# Эдмонтонский ЛРТ
Эдмонтонский ЛРТ — система легкорельсового транспорта города Эдмонтон, Канада. По данным на 2014 год, Эдмонтонский ЛРТ перевозит в среднем 98,144 пассажиров ежедневно.

## История
В 1962 году компания Canadian Bechtel Ltd. создала план лёгкого метрополитена. В 1974 году начали строить метрополитен и выделили для строительства 65 млн долларов. Эдмонтон — первый город в Северной Америке, где строят метрополитен для города, в котором проживают менее 1 млн жителей, а на тот момент проживало около 445000 жителей. Также первый метрополитен в Западной Канаде. Тестирование линии началось в 1977 году, а открылся 22 апреля 1978, перед 11-ми играми Содружеств.

### Хронология открытий участков
| Линия        | Дата открытия   | Участок                                                | Длина          | Кол-во станций | Стоимость строительства | Примечания                                                                 |
| ------------ | --------------- | ------------------------------------------------------ | -------------- | -------------- | ----------------------- | -------------------------------------------------------------------------- |
| Capital Line | 22 апреля 1978  | Сентрал — Бельведир                                    | 6,9 км         | 5              | 64,9 млн долларов       | —                                                                          |
| Capital Line | 26 апреля 1981  | Бельведир — Кларвью                                    | 2,2 км         | 1              | 9,5 млн долларов        | —                                                                          |
| Capital Line | Июль 1983       | Сентрал — Корона                                       | 0,8 км         | 2              | 89,6 млн долларов       | —                                                                          |
| Capital Line | Сентябрь 1989   | Корона — Грандин/Говермент Сентер                      | 0,8 км         | 1              | 67,1 млн долларов       | —                                                                          |
| Capital Line | 23 августа 1992 | Грандин/Говермент Сентер — Юнивёрсити                  | 1,6 км         | 1              | 79,1 млн долларов       | С 23 августа 1992 по 14 мая 1994 участок действовал только по одному пути. |
| Capital Line | 4 января 2006   | Юнивёрсити — Хеалт Саинцес/Джубили                     | 0,6 км         | 1              | 100 млн долларов        | —                                                                          |
| Capital Line | 25 апреля 2009  | Хеалт Саинцес/Джубили — Саут Кампус/Форт Эдмонтон парк | 2,2 км         | 2              | 690 млн долларов        | —                                                                          |
| Capital Line | 24 апреля 2010  | Саут Кампус/Форт Эдмонтон парк — Сентчур парк          | 5,4 км         | 2              | 690 млн долларов        | —                                                                          |
| Metro Line   | 6 сентября 2015 | НАИТ — Сентчур парк                                    | 16 км (3,3 км) | 14 (3)         | 665 млн долларов        | —                                                                          |

## Описание сети
Сеть состоит из двух линий. Синей (Capital) и Красной (Metro), а на них расположены 18 станций. Синяя линия соединяет северо-восток города с югом через центр, а красная НАИТ с югом города. Красная линия по будням работает от станции НАИТ до станции Сентчур парк, а по ночам и выходным от станции НАИТ до станции Хеалт Саинцес/Джубили.
Длина линии Capital — 21 км, а линии Metro — 16 км.
К 2020 году запустят третью линию (Valley) с 12 станциями.

## Подвижной состав
Всего в системе Эдмонтонского ЛРТ эксплуатируются 37 вагонов Siemens-Duewag U2 (некоторые из которых выпущены в 1978 году к открытию системы), и 57 вагонов Siemens SD-160, поставленных двумя партиями в 2005—2007 и 2010—2013 годах.

## Список станций

### Capital Line
- Clareview — северо-восточная конечная станция ветки Capital Line
- Belvedere
- Coliseum
- Stadium
- Churchill — второй туннель отходит на ветку Metro Line
- Central
- Bay/Enterprise Square
- Corona
- Grandin/Government Centre
- University
- Health Sciences/Jubilee
- McKernan/Belgravia
- South Campus / Fort Edmonton Park
- Southgate
- Century Park — южная конечная станция ветки Capital Line и Metro Line

### Metro Line
- MacEwan
- Kingsway/Royal Alex
- NAIT — конечная станция ветки Metro Line

## Новые станции
В 2014 году планировалось завершить строительство участка между станцией Churchill и институтом NAIT. Участок с тремя станциями был открыт 6 сентября 2015 года.

## Оплата проезда
С 1 февраля 2016 года стоимость проезда на городском транспорте составляет $3.25. Детям до 6 лет проезд бесплатный.
Пассажиры могут приобрести «книжку» билетов (10 шт.) за $24.75 взрослым (с 18 до 64 лет), и $21.50 детям (с 6 до 17 лет) и лицам пожилого возраста (с 65 лет). Также можно купить билет на весь день ($9.25), и проездной на месяц ($91.50 взрослым, $83.50 студентам, $71 школьникам, $14.50 пенсионерам). Студентам Университета МакЕван и Университета Альберты проездной «U-Pass» стоит $97,43 и $81,19 за семестр соответственно, учащимся NAIT — $162.50/семестр.
Штраф за безбилетный проезд составляет $250.
Билеты можно приобрести в автомате на платформе метро, в кассе на станции Churchill и South Campus, а также на АЗС, в аптеках, в продуктовый магазинах и торговых центрах.
Билет действует 90 минут с момента посадки. Время, до которого можно пользоваться метро, распечатывается валидатором, стоящим при входе на платформу. Трансфер с автобуса также действует как билет на метро.

## Перспектива
К 2040 году планируется несколько расширений.
| Линия        | Дата открытия | Участок                   | Длина  | Кол-во станций |
| ------------ | ------------- | ------------------------- | ------ | -------------- |
| Capital line | 2040 год      | Кларвью — Горман          | 2,9 км | 1              |
| Capital line | 2040 год      | Сентчур парк — Desrochers |        | 4              |
| Metro line   | 2040 год      | НАИТ — Кэмпбелл роуд      | 11 км  | 8              |
| Valley line  | 2020 год      | 102-я улица — Милл Вудс   | 13 км  | 12             |
| Valley line  |               | 102-я улица — Левис Фермс | 14 км  | 16             |

### Дальняя Перспектива
| Линия         | Дата открытия             | Участок                        | Длина | Кол-во станций |
| ------------- | ------------------------- | ------------------------------ | ----- | -------------- |
| Metro line    |                           | Кэмпбелл роуд — Неил Росс роуд |       | 4              |
| Energy line   | Левис Фермс — Шервуд Парк |                                |       |                |
| Festival Line | Шервуд Парк — Милл Вудс   |                                |       |                |